# Madranga salebra
Madranga salebra är en insektsart som först beskrevs av Melichar 1951.  Madranga salebra ingår i släktet Madranga och familjen dvärgstritar. Inga underarter finns listade i Catalogue of Life.